# 難波津 (和歌)
難波津の歌（なにわづのうた）は、『古今和歌集』の仮名序で「おほささきのみかどをそへたてまつれるうた」として紹介されている、王仁の作とされる和歌。

## 概要
応神天皇の崩御後、菟道稚郎子皇子（うじのわきいらつこのみこ）と大鷦鷯尊（おおさざきのみこと）が互いに皇位を譲り合ったため、3年間も空位となっていたが、のちに難波高津宮において大鷦鷯尊が即位して仁徳天皇となった際、その治世の繁栄を願って詠まれた歌とされている。なお、この歌に詠まれている花は桜ではなく梅である。
仮名序で安積山の歌と並んで「手習ふ人のはじめにもしける」と言われたように、古来書道の初学としても用いられた。実際に徳島県の観音寺遺跡から、万葉仮名で「奈尓波ツ尓昨(佐)久矢己乃波奈」と記された7世紀のものとみられる習書木簡が出土しているのをはじめ、各地から数多くこの歌を記した木簡が出土している。平安時代には「難波津の歌」と言えば「誰でも知っている歌」の代名詞となっていた。
大阪市の行政区である浪速区と此花区は、どちらも1925年（大正14年）4月1日に難波津の歌から区名を引用して誕生した。
競技かるたでは競技の冒頭で百人一首にない和歌が序歌として読まれるが、全日本かるた協会は難波津の歌を序歌と定めており、佐佐木信綱が選んだとされている。下の句（第四句・第五句）を繰り返すことや、決まり字に「いまは」があることから、第四句は「今“を”春べと」と読まれている。
大阪市住之江区の人工島の名称である咲洲は1991年（平成3年）に公募で決定したが、この難波津の歌から「咲」を引用して名付けられたとされている。